# Guido Gialdini
Guido Gialdini (pseudonimo di Curt Abramowitz) (Halle (Saale), 16 dicembre 1880 – Auschwitz, 16 aprile 1943) è stato un artista di varietà tedesco, specializzato nel fischio, di origine ebraica, vittima dell'Olocausto.

## Biografia
Guido Gialdini nacque nel 1880 come Curt Abramowitz ad Halle (Saale). Iniziò la sua carriera artistica eseguendo canti popolari tedeschi, arie di opere liriche o il nuovo genere del ragtime. Presto divenne un celebre "whistler", ossia un artista che eseguiva brani musicali fischiando (genere assai diffuso nella prima metà del '900).
Ai primi del '900 cominciò a registrare cilindri fonografici Edison e 78 giri per grammofono, divenendo famoso in tutto il mondo. Perseguitato dai nazisti per la sua origine ebraica, fu deportato in un campo di sterminio, Auschwitz.

## Registrazioni
Con altri artisti
- Zonophon Record grün X-21 133 Spatzen-Hochzeit: Ludwig Arno, Vortrag, und gepfiffen von Guido Gialdini. / Zonophon Record grün X-29 308 Weibi, Weibi, von Haupt - hier nur Gialdini.
- Odeon O-2661a/b (Be 7435, 7436) Der stumme Kunstpfeifer vor Gericht, I und II mit Paul Bendix und Orchester. Okt. 28

Solo
Registrazioni acustiche:
- Waffah Record Nr.4157a (12 494) Kind du kannst tanzen. Großer Walzer a.d.Optte „Die geschiedene Frau“ (Leo Fall) / b (12 496) Täubchen, mein Täubchen Prisca. Italienisches Ständchen a.d.Optte „Die Najaden“ (Rupprecht)
- Favorite 1-10 315 (14 010-0-) Alexander Two-Step (R.Belin)(sic) / 1-10 318 (302 248) Temptation Rag (Lodge)
- Zonophone X-29 259 (3868 h) Schenk' mir doch ein kleines bißchen Liebe, aus „Berliner Luft“ / X-29 260 (3866 h) Whistling Rufus
- Zonophone X-5 29 270 (6458 r) Lieb' mich und die Welt ist mein / (6459 r) Mein Täubchen
- Zonophone 60 064 (6831 L) Waldvögelein. Gavotte (A.Adolfs) / (6833 L) Mohnblumen (Poppies). Intermezzo (Neil Moret)
- Victor 17 050 Gretchen's Dream Waltz (Disc 1912, vgl. http://wfmu.org/playlists/shows/13792)

Registrazioni elettriche:
- Tri-Ergon T.E.5182 (M 01283) La Folleta (S.C.Marchesi) / (M 01285) Die Spieluhr (The Clock Is Playing) (P.Blaauw)
- Ultraphon Z.11 015 (15 314) Dětska Přehlidka (Kinderparade) (F.Bendix)

Trasposti su CD:
- http://www.juedische-musik.de/geschichte/deutschland.htm (Artisti popolari ebraici, contiene: Guido Gialdini: Tamerlan.)
- Totentanz: Kabarett im KZ (CD): Edition Mnemosyne VS2003 enthält: Kabarett-Revue 1932 (Text Paul Nikolaus): Willy Rosen, Guido Gialdini, Paul O‘Montis u. a. vgl. https://web.archive.org/web/20111005152425/http://www.aufrichtigs.com/01-Holocaust/Otto_Aurich/Otto_+_Lisl_-_CD_Releases.htm

## Registrazioni audio di Gialdini
- https://web.archive.org/web/20120407095353/http://besmark.com/whis.html
- https://www.archive.org/details/toutpasse1911 (Tout Passe Waltz. Whistling Solo)
- http://www.thenradio.com/our-online-shop/page,shop.product_details/category_id,969/flypage,shop.flypage/product_[collegamento interrotto]...
- http://beemp3.com/download.php?file=504907&song=Halopa[collegamento interrotto]
- http://tagoo.ru/?search=Guido+Gialdini&artist=on (Aufnahmen 1913–14)